# 火焰之纹章外传
《火焰之纹章外传》是一款由Intelligent Systems开发、任天堂發行的戰略角色扮演遊戲，適用於红白機平台。這款遊戲是火焰之紋章系列的第二款作品，同時是最後一款發行於红白機的作品。遊戲以前作《暗黑龍與光之劍》的玩法為基礎，並加入多項新的遊戲元素。在故事方面，遊戲與前作共享同一個世界觀，但背景則設定於瓦倫西亞大陸上，主要描寫阿雷武及賽莉卡這兩位主角。而遊戲亦是系列內首部採用男女雙主角的作品。
在系列首作《暗黑龍與光之劍》發售並獲得商業上的成功後，遊戲的開發工作亦於1990年展開。加賀昭三擔任遊戲總監、設計師及編劇，而橫井軍平及辻橫由佳則分別擔任遊戲製作人及作曲家。加賀在遊戲設計中改善了前作一些備受批評的遊戲元素，並希望加深玩家與角色單位之間的關係。1992年3月14日，遊戲在日本國內發行，後來更取得商業上的成功，亦獲得遊戲評論家們的正面評價。儘管大多新增的遊戲元素在系列之後的作品中被捨棄，但部份設定卻被保留下來並應用於後續作品。2017年，任天堂在全球發行適用於任天堂3DS平台的遊戲重製版《火焰之纹章 回声 另一位英雄王》。

## 玩法

《火焰之纹章外传》截图

《火焰之紋章外傳》是一款戰略角色扮演遊戲，故事背景設於瓦倫西亞大陸上。玩家可控制遊戲男女主角阿雷武及賽莉卡，自由探索遊戲地圖及訪問村鎮，透過旅行商人在兩支主角隊伍之間轉移道具，甚至招募新單位等。而隨著故事的推進，系統將會解鎖遊戲地圖內更多區域以供玩家探索。游戏有简单及普通两种不同难度模式供玩家选择。在简单模式下，单位通过战斗所获得的经验值會较多，而單位之間轉移道具亦無需依賴旅行商人。
遊戲內的每場戰鬥都在網格狀地圖上進行，而戰鬥系統則採用回合制，以玩家單位、敵方單位及非玩家角色的排序輪流行動。敌人包括人類部隊及怪物。战斗胜利条件一般是玩家击败所有敌人或者杀死头目角色。玩家在每場戰鬥中所派出的單位數量有限，而這些單位各自都具有所屬的兵種，以致能在戰鬥時發揮不同作用，例如部分單位的移動距離較長或能使用魔法。除此之外，單位的兵種亦影響著他們的移動距離。与前作《暗黑龙与光之剑》相比，遊戲没有限定角色單位的转职类别，当角色达到一定等级便能转职。但是，遊戲男女主角的兵種晉升較為獨特，阿雷武只能從戰士晉升為英雄，而賽莉卡同樣只能從神官晉升為公主。每當角色單位提升等級時，他們的各項能力值將會根據不同角色所擁有的獨特機率而增加。除此之外，魔法的学习是取决于单位加入主角队伍后所提升的等级，並非依靠另一個獨立系統，而施法者在使用魔法時其生命值亦會減少。遊戲亦取消了金钱概念、武器耐久度以及提升属性能力的道具等元素。

## 剧情
遊戲與前作《暗黑龍與光之劍》共享同一個世界觀，但故事則發生在另一塊大陸——瓦倫西亞大陸之上。瓦倫西亞大陸由力之神多瑪及大地母神美拉這兩位兄妹神明共同治理，但後來衪們因理念上的差異而失和並互相展開爭鬥，最終把大陸劃分成南北兩地區，各自管理，並訂下互不侵犯的規則。位於南部地區的索菲亞王國長年沐浴在女神的恩惠下，成為了一個繁榮國度，但卻逐漸變得腐敗，並慢慢步向墮落與頹喪。而位於北部地區的利蓋爾帝國在面對著嚴峻的自然環境下，變得剛強堅毅，但亦漸漸遺忘人類應有的良善。後來，索菲亞王國的宰相多哲發動政變，奪取王位並摧毀索菲亞王家，與此同時利蓋爾帝國的皇帝魯道夫亦揮軍南下入侵索菲亞。
成長於索菲亞王國的阿雷武，為了抵抗利蓋爾帝國的侵略而加入解放軍。另一方面，阿雷武的兒時玩伴賽莉卡亦為了探明世界發生異變的原因，而踏上前往美拉神殿的旅途。不久之後，兩人在索菲亞城堡重聚，但當阿雷武向賽莉卡透露接下來攻擊利蓋爾帝國以阻礙魯道夫的計劃時，賽莉卡卻表明自己不想攻打帝國，並相信魯道夫不是邪惡之人。最終，他們兩人未能達成共識而分道揚鑣。賽莉卡與伙伴再度踏上前往美拉神殿的旅途，期間她亦知曉自己的真正身份是索菲亞王國的公主這一秘密。到達神殿後，賽莉卡得知魯道夫與美拉女神的失蹤有關，後來更在神殿接受眾人的加冕成為索菲亞公主。另一邊，阿雷武亦漸漸推斷出賽莉卡的真正身份是早已失踪的索菲亞公主。阿雷武在到達利蓋爾城堡後與魯道夫交手，最終把他擊倒，但卻在他口中得知自己的身世：他的本名為阿雷巴因·阿雷武·魯道夫，真實身分是利蓋爾帝國的皇子。在魯道夫逝世後，得知所有真相的阿雷武下定決心要打倒墮為邪神的多瑪。
到達多瑪神殿後，阿雷武卻發現賽莉卡被囚。之後，阿雷武穿過神殿寶庫且被迫獨自進入最後的密室，以獲取聖劍法爾西昂。在密室內，阿雷武遇見賽莉卡，並發現她的靈魂已被多瑪奪去。經過數次戰鬥後，被法爾西昂封印的美拉告訴阿雷武解救賽莉卡的方法，接著阿雷武以法爾西昂刺向賽莉卡，而美拉則利用她在法爾西昂內僅存的力量救回賽莉卡。在消失之前，美拉亦指示阿雷武需以法爾西昂的力量來阻止多瑪並令衪脫離痛苦的深淵。阿雷武及賽莉卡在兩人和解後便一同與多瑪交戰，最終阿雷武以法爾西昂內美拉的僅存力量，成功把多瑪封印。在消失之前，多瑪把瓦倫西亞大陸托付予他，並警告他不要試圖喚醒衪們或重蹈衪們的覆轍。戰爭結束後，阿雷武及賽莉卡把利蓋爾帝國及索菲亞王國合併，建立瓦倫西亞統一王國，而他們兩人成婚後更成為初代國王及王后。

## 开发与发行
在系列首作《火焰之纹章 暗黑龙与光之剑》发售並獲得商業上的成功后，遊戲的开发工作亦于1990年展開。系列首作的设计师及編劇加贺昭三继续担任相同职位，並同时兼任游戏总监。另外，曾在系列首作擔任遊戲製作人的橫井軍平亦繼續擔任同一職位。而游戏的美术则由大西直孝、町田敏及村松敏孝负责。遊戲配樂由作曲家辻橫由佳負責，而她亦曾經負責系列首作的配樂創作。遊戲標題內的「外傳」在日語中是指大型創作中的補充或追加故事，這意味著遊戲是與系列首作共享同一個世界觀，但轉而描述其他角色的次要冒險故事。
加贺昭三在遊戲设计中改善了前作《暗黑龍與光之劍》中備受批評的繁瑣地圖導航元素，希望藉此加深玩家对单位的感情投入。雖然在調整遊戲玩法上開發人員最終去除了部份戰略元素，但他們亦以《暗黑龍與光之劍》的系統作為基礎改善各種元素。這些元素包括改良敵方人工智能，可供玩家探索的大型地圖，增加更多較為明顯的角色扮演元素，以及引入新的兵種晉升系統。平衡這些元素對整個開發團隊來說是頗有挑戰的。另外，為了創建更強大更廣泛以及具有厚重感的遊戲故事，同時亦為了增加可使用角色單位，加賀在這款遊戲採用雙遊戲主角設計。而就著故事而言，加賀表示自己想描繪的是「从男女各自不同的立场来思考战争一事，在经历苦难后终于能互相理解最终再会」這種年轻人的成长过程，又希望透過戰鬥來刻劃出各個角色的成長，並藉此加深玩家與他們之間的關係。加賀又指遊戲具有相当的难度，但游戏过程越是辛苦最终收获的喜悦也会越发强烈。在遊戲內，一個較為明顯参考自《暗黑龍與光之劍》的想法是把女性飛馬騎士再次以三人組方式呈現，她們與前作的飛馬騎士三人組非常相似，但名字卻不相同。
1992年3月14日，任天堂透過有著2Mbit容量的卡帶於日本國內發行遊戲，適用於紅白機平台。遊戲使用MMC4內存晶片，部分原因是應對在首作中遇到的內存容量問題。遊戲是火焰之紋章系列的第二款作品，同時亦是最後一款發行於紅白機的系列作品，而且它從未在西方世界發行。後來，任天堂分別在2009年11月4日、2013年4月3日及2014年8月20日透過Virtual Console釋出了對應Wii、任天堂3DS及Wii U的遊戲版本。

## 評價及影響
截至2002年，遊戲的銷量約為32.4萬份，在當時的系列銷量排名中位列第四。在《Fami通》四位評論家的交叉評論中，他們每位都給予遊戲7分，故總分為28分。評論家們均指遊戲玩法的改變意味著它無法與前作進行比較，當中一位評論家喜歡這款遊戲的玩法並稱其優於前作，但亦有評論家表示遊戲前半部份較為容易，但後半部份卻變得相當困難。另外，有評論家指出雖然遊戲地圖數目有所增加，但戰略元素卻明顯變弱。而在遊戲雜誌《紅白機雜誌》進行的一項民意調查中，遊戲在滿分30分內獲得了24.3分，這代表遊戲受到玩家歡迎，而且他們所給出的評論更為正面。在後來的火焰之紋章系列回顧文章中，Pocket Gamer的馬克·布朗（Mark Brown）以本作與薩爾達傳說系列的第二款作品《林克的冒險》為例，比較兩者在遊戲玩法上的轉變以及對系列的影響。而USGamer的納迪婭·奧克斯福德（Nadia Oxford）亦把本作与《林克的冒險》及《惡魔城II 詛咒的封印》作比較，原因是這數款遊戲的玩法均發生短暫變化。
尽管本作中新加入的遊戲元素大多在系列之后的作品中被舍弃，但兵種晉升的设定卻被保留下来。而玩家能自由探索世界地圖及訪問村鎮的遊戲概念，則在2005年發行的Game Boy Advance遊戲《圣魔之光石》內被進一步應用。《暗黑龍與光之劍》內飛馬騎士歸來的故事概念亦在2015年發行的任天堂3DS遊戲《火焰之紋章if》內被重新提及，並新增了前作《火焰之纹章 觉醒》的登場角色。2017年，任天堂以《火焰之纹章 回声 另一位英雄王》為標題，在全球發行遊戲的重製版本。由於當初遊戲只限於日本國內發行，這意味著遊戲以另一種形式首次在日本國外地區發行。